# لويد دي جورج
لويد دي جورج (بالإنجليزية: Lloyd D. George)‏ هو محامي وقاضي أمريكي، ولد في 22 فبراير 1930 في مونتبيلير في الولايات المتحدة.